# Let's Love (David Guetta e Sia)
Let's Love è un singolo del DJ francese David Guetta e della cantante australiana Sia, pubblicato l'11 settembre 2020.

## Promozione
Il brano è stato eseguito da Raye e Guetta nell'ambito degli MTV Europe Music Awards l'8 novembre 2020.

## Video musicale
Il video musicale, diretto da Hannah Lux Davis, è stato reso disponibile attraverso il canale YouTube di Guetta il 1º ottobre 2020. La clip ha ottenuto la candidatura come Miglior video con un messaggio sociale agli MTV Video Music Awards.

## Tracce
Testi e musiche di David Guetta, Sia Furler, Giorgio Tuinfort e Marcus van Wattum.
Download digitale, streaming
1. Let's Love – 3:20

Download digitale, streaming – David Guetta & MORTEN Future Rave Remix
1. Let's Love (David Guetta & MORTEN Future Rave Remix) – 3:20
2. Let's Love (David Guetta & MORTEN Future Rave Remix) (Extended) – 4:39

Download digitale, streaming – Cesqeaux Remix
1. Let's Love (Cesqeaux Remix) – 3:26
2. Let's Love (Cesqeaux Remix) (Extended) – 4:00

Download digitale, streaming – Robin Schulz Remix
1. Let's Love (Robin Schulz Remix) – 2:52
2. Let's Love (Robin Schulz Remix) (Extended) – 4:13

Download digitale, streaming – Acoustic
1. Let's Love (Acoustic) – 3:25
2. Let's Love – 3:20

Download digitale, streaming – Vintage Culture, Fancy Inc Remix
1. Let's Love (Vintage Culture, Fancy Inc Remix) – 3:40
2. Let's Love (Vintage Culture, Fancy Inc Remix) (Extended) – 5:26

Download digitale, streaming – DJs from Mars Remix
1. Let's Love (DJs from Mars Remix) – 3:10
2. Let's Love (DJs from Mars Remix) (Extended) – 4:21

Download digitale, streaming – Aazar Remix
1. Let's Love (Aazar Remix) – 4:02

## Formazione
Musicisti
- David Guetta – strumentazione, programmazione
- Sia – voce
- Giorgio Tuinfort – strumentazione, pianoforte, programmazione
- Marcus van Wattum – strumentazione, programmazione
- Marcel Schimscheimer – basso
- Pierre-Luc Rioux – chitarra

Produzione
- David Guetta – produzione
- Giorgio Tuinfort – produzione
- Marcus van Wattum – produzione
- Peppe Folliero – mastering, missaggio

## Successo commerciale
In Italia il brano è stato il 31º più trasmesso dalle radio nel 2020.

## Classifiche

### Classifiche settimanali
| Classifica (2020-21) | Posizione massima |
| -------------------- | ----------------- |
| Argentina            | 56                |
| Austria              | 55                |
| Belgio (Fiandre)     | 15                |
| Belgio (Vallonia)    | 2                 |
| Bielorussia          | 134               |
| Croazia              | 1                 |
| Francia              | 47                |
| Germania             | 30                |
| Islanda              | 22                |
| Italia               | 45                |
| Libano               | 3                 |
| Lituania             | 69                |
| Paesi Bassi          | 37                |
| Polonia              | 18                |
| Regno Unito          | 53                |
| Romania              | 95                |
| Russia               | 3                 |
| Slovenia             | 4                 |
| Svizzera             | 47                |
| Ucraina              | 44                |

### Classifiche di fine anno
| Classifica (2020) | Posizione |
| ----------------- | --------- |
| Belgio (Vallonia) | 94        |
| Russia            | 78        |
| Classifica (2021) | Posizione |
| Belgio (Fiandre)  | 98        |
| Belgio (Vallonia) | 56        |
| Croazia           | 21        |
| Russia            | 63        |